# Волотовський район
Волотовський район (рос. Волотовский район) — муніципальне утворення у складі Новгородської області Росії. Адміністративний центр — селище Волот.

## Географія
Волотовський район — найменший за площею з 21 району Новгородської області, площа його території — 1003,46 км². 58 % території області займають ліси, переважно листяні. На території області розташовані 213 км² сільгоспугідь, у тому числі 166 км ріллі.
Розташований в західній частині області на вододілі трьох груп річок Ільменського басейну: Псижі і Переходи, які безпосередньо впадають в озеро Ільмень, Снежі і Кам'янки, що впадають в річку Полість, Северка і Колошко, що впадають в річку Шелонь.
Район межує на сході зі Старорусським районом, на півночі з Шимським районом, на північному заході з Солецьким районом, на заході з Дновським району Псковської області, на південному заході з Дедовицьким район Псковської області, а на півдні з Поддорським районом.

### Охорона природи
На території Волотовського району створено державний природний заказник «Должинське болото» комплексного профілю (гідрологічний, зоологічний), загальною площею 3,5 тис. га. Під охороною перебуває екосистема верхового болота. Заказник на обліку міжнародного проєкту «Телма».
На території Волотовського району створено 1 пам'ятку природи геологічного (геоморфологічного) профілю площею 0,7 га.
| № | Назва                      | Тип        | Площа (га) | Розташування                | Створення               | Дата                | Характеристика | Фото |
| - | -------------------------- | ---------- | ---------- | --------------------------- | ----------------------- | ------------------- | --- | ---- |
| 1 | Валун біля присілка Камінь | геологічна | 0,7        | Ратицьке сільське поселення | Постанова Уряду НО № 78 | 10 лютого 2014 року | Ератичний гранітний валун з лишайнико-моховим покривом (літофітна рослинність), що має важливе етнографічно-культурне значення як об'єкт фольклору і язичницької обрядовості. |      |

## Муніципально-територіальний устрій
У складі муніципального округу 3 сільських поселення, які об'єднують 110 населених пунктів, що перебувають на обліку (разом із залишеними).
| Муніципальне утворення          | Адмінцентр     | Кількість населених пунктів | Населення (осіб, 2017 рік) | Площа (км²) | Карта           |
| ------------------------------- | -------------- | --------------------------- | -------------------------- | ----------- | --------------- |
| Волотовське сільське поселення  | селище Волот   | 24                          | 2501▼                      | 142,45      | Волот Славітино |
| Ратицьке сільське поселення     | село Волот     | 45                          | 1707▼                      | 380,92      | Волот Славітино |
| Славітинське сільське поселення | село Славітино | 41                          | 698▼                       | 471,73      | Волот Славітино |

Законом Новгородської області № 717-ОЗ від 30 березня 2010 року, який набрав чинності 12 квітня 2010 року, були об'єднані сільське поселення Волот і Взглядське сільське поселення в єдине Волотовське сільське поселення з адміністративним центром у селищі Волот; Волотовське, Ратицьке і Городецьке сільські поселення в єдине Горське сільське поселення з адміністративним центром у селі Волот. Обласним законом від 3 березня 2016 року Горське сільське поселення було перейменовано на Ратицьке.
Законом Новгородської області № 531-ОЗ від 27 березня 2020 року Волотовський район був перетворений на муніципальний округ, всі сільські поселення розформовані.

## Економіка

### Гірництво
На території району ведеться відкрита розробка корисних копалин ТОВ «Эко Трейд». Ведеться видобування відкритим способом сапропелю на озері Савкіно (за 3 км на південь від села Рамення).